# Glose
Ne doit pas être confondu avec gnose.

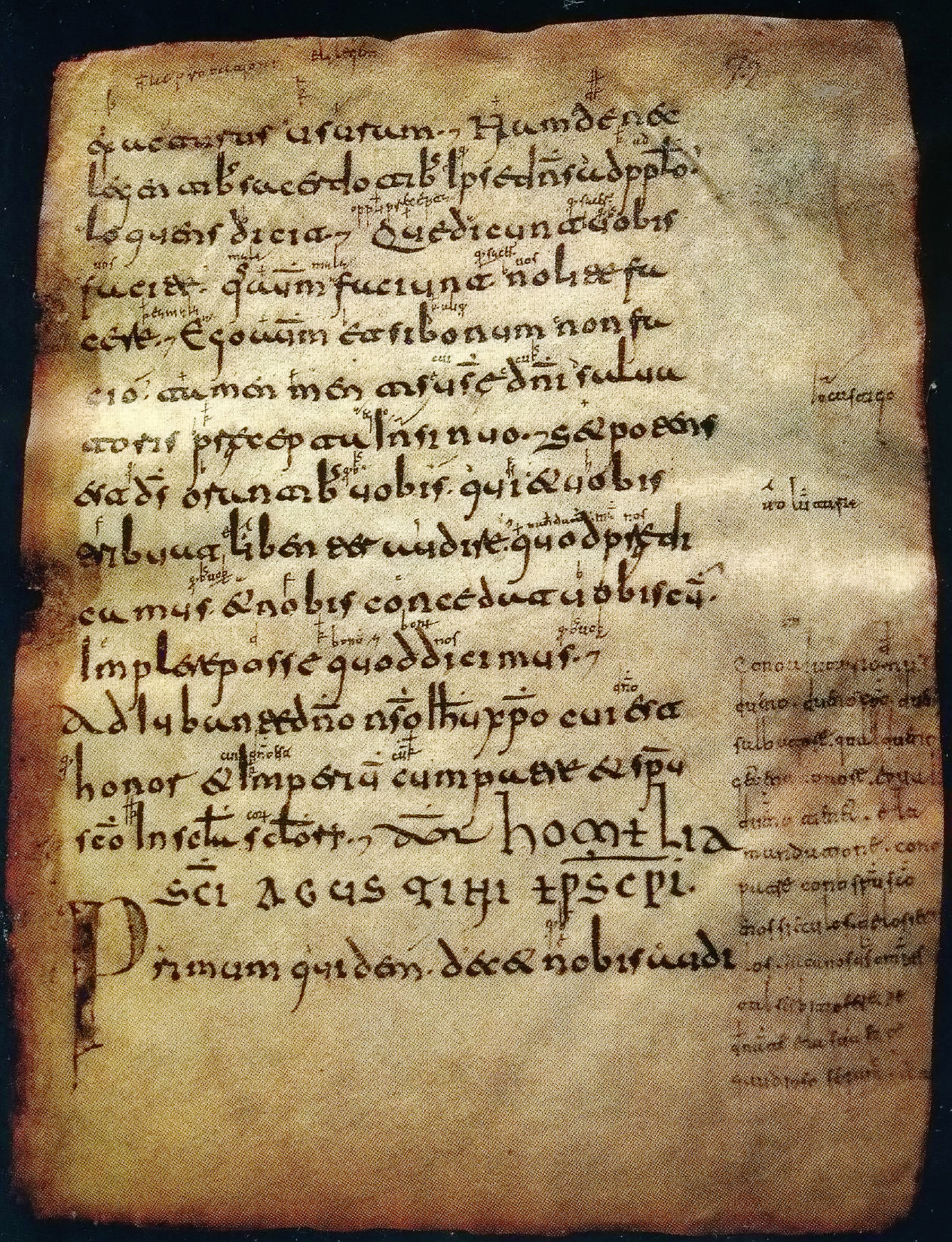
Les Glosas Emilianenses sont les premières phrases connues écrites en castillan.

Une glose est un commentaire linguistique ajouté dans les marges ou entre les lignes d'un texte ou d'un livre, pour expliquer un mot étranger ou dialectal, un terme rare.

## Linguistique
Le terme vient du grec ancien γλῶσσα / glỗssa, littéralement « langue », qui désigne en fait le terme difficile à expliquer. L'explication elle-même est nommée γλώσσημα / glốssêma. Actuellement, « glose » renvoie à l'explication et non au mot à gloser.
Un glossaire est proprement une « collection de gloses », c'est-à-dire (au sens premier) une liste de définitions explicitant des termes obscurs ou anciens. Le terme glossaire est souvent confondu avec lexique (une indexation de lemmes).
Dans les textes anciens, du fait des altérations dues aux copies successives, il arrive parfois que certaines gloses deviennent indiscernables du texte original. L'analyse historique de ces textes essaie, entre autres, de détecter les gloses en s'appuyant sur la phylogénie des mots utilisés et de la grammaire, ces deux éléments, pour une langue donnée, ayant légèrement varié au cours du temps.
Les gloses sont également utilisées en philologie, lorsque la langue de l'auteur de gloses est mal connue. Leur étude permet alors de mieux connaitre cette langue.
Suivant sa position par rapport au texte principal, la glose peut être dite encadrante, intercalaire, interlinéaire, marginale, continue.
On identifie plusieurs corpus textuels majeurs ayant fait l'objet de gloses dans l'Antiquité et au Moyen-Âge : les gloses linguistiques et grammaticales (par exemple le Liber glossarum), les gloses bibliques : principalement la Glose ordinaire, les gloses théologiques et philosophiques (Gloses sur le corpus Platonicum, glose d'Oxford sur le corpus Aristotélicien, corpus dionysiacum, etc.) et les gloses juridiques (droit romain et droit canonique).

## Historique
Au Moyen Âge, la mise en page glosée se répand dans le contexte du développement des écoles. Elle s'applique principalement à la Bible. Anselme de Laon théologien du XIe siècle, et les maîtres des écoles de théologie du  (XIIe siècle), mettent en circulation une version révisée des gloses bibliques antérieures qui prendra à la fin du XIIe siècle le nom de Glossa ordinaria. La Glose biblique a fait l'objet de plusieurs versions et révisions successives, dont les mises en page ont beaucoup varié selon les époques et les choix des copistes, parmi lesquelles :
- la Media glossatura de  Gilbert de la Porrée sur les Psaumes et saint Paul,
- la Magna glossatura de Pierre Lombard sur les Psaumes et les épîtres de saint Paul, mise au point après sa mort (1160) et diffusée à partir des écoles et bientôt de l'université de Paris,
- les Postilles sur toute la Bible du dominicain Hugues de Saint-Cher (vers 1240),
- les Postilles sur toute la Bible du franciscain Nicolas de Lyre (XIVe siècle)  associé tardivement, dans les éditions imprimées, à la Glose ordinaire de la Bible.

D'un point de vue de l'histoire du livre, les gloses sont les ancêtres des notes que les imprimeurs ont disposées pendant longtemps dans les marges latérales des textes, avant de passer quasi exclusivement, à la fin de la période moderne seulement, au choix exclusif des notes de bas de page.
L'auteur d'une glose est un « glossateur ». Dans le langage courant, en référence à l'excès de gloses dans certains textes, le verbe « gloser » en est venu à signifier aujourd'hui : ajouter des commentaires superflus, voire malveillants. On parle alors d'un « gloseur ».

## Forme poétique
Une glose est aussi un poème qui parodie un autre poème très connu à raison d'un vers parodié par strophe. Elle fut introduite en France avec Anne d’Autriche et les Espagnols. Elle ne s’est jamais bien acclimatée en France. Il n’y en a guère qu’une qui soit bien connue, celle de Sarrazin sur le Sonnet de Job, de Benserade, voir querelle des jobelins et des uranistes. Il est en strophe de 4 vers et en contient autant qu’il y a de vers dans le poème glosé. Chacun de ces vers constitue, à son rang, le quatrième vers de chacune des strophes de la glose.
Un exemple de glose composée de la sorte peut se lire au chapitre 18 de Don Quichotte, tome 2. Don Lorenzo de Miranda dit : "(...) mais maintenant, que Votre Grâce veuille bien écouter les vers glosés et la glose. Les voici : (...)". Suivent 4 vers glosés formés, chacun, du dernier vers de chacun de quatre quatrains.
D'autres auteurs, moins connus, se sont essayés à ce type de poème, tel Victoire Babois, dans La Retraite, à partir d'un quatrain dont l'auteur ne nous est pas communiqué.

### Textes avec gloses
- Glose ordinaire de la Bible : 102 000 gloses environ (édition scientifique électronique annotée de la Biblia latina cum Glossa ordinaria", éd. Adolph Rusch, Strasbourg, 1480, 4 vol., 2415 pages in folio)
- Guillaume de Conches : É. Jeauneau, Guillaume de Conches. Glosae super Platonem [déb. XIIe siècle], texte critique avec introduction, notes et tables, [1965], Vrin, coll. « Vrin Reprise », 2001, 362 p.

### Études sur la glose
- Jacques Demarcq, « L’espace de la page, entre vide et plein », L’Aventure des écritures. La page, Anne Zali (dir.), Paris, BNF, 1999, p. 65-103  (ISBN 978-2717720723).